# ドラホミーラ・ティカロヴァー
ドラホミーラ・ティカロヴァー（Drahomíra Tikalová, 1915年5月9日 - 1997年3月14日）は、ドイツ出身の、チェコで活躍したソプラノ歌手。
ベルリンの生まれ。1932年からブルノ大学で医学を学んだが、音楽の道を捨てられず、スタニスラフ・スボヴォダの聖歌隊に参加しながらヴァイオリンとピアノを学んだ。その後、ブルノ国立歌劇場の歌手のボフタン・チェルニークに声楽を教わり、リュドミラ・ノイマンらの薫陶を受けた。1938年にはウィーンで開催された歌唱コンクールで優勝し、医学の研究を中退して歌手として生きる決意を固めた。1938年からプラハ国立歌劇場の所属歌手となり、1984年まで舞台に立ち続けた。
ヴセティーンにて死去。

## 註
1. ↑  アーカイブ 2019年5月30日 - ウェイバックマシン
2. ↑  アーカイブ 2015年5月19日 - ウェイバックマシン
3. ↑  アーカイブ 2016年4月22日 - ウェイバックマシン
4. ↑  アーカイブ 2017年5月13日 - ウェイバックマシン
5. ↑  ドラホミーラ・ティカロヴァー - Discogs（英語）

| スタブアイコン | サブスタブ | この項目は、まだ閲覧者の調べものの参照としては役立たない、人物に関連した書きかけの項目です。この項目を加筆・訂正などしてくださる協力者を求めています（P:人物伝/PJ:人物伝）。 |